# Niltava de Sumatra
La niltava de Sumatra (Niltava sumatrana) és una espècie d'ocell de la família dels muscicàpids (Muscicapidae) endèmica de Sumatra i la península malaia. Habita els boscos tropicals i subtropicals de frondoses humits de l'estatge montà. El seu estat de conservació es considera de risc mínim.